# Fansub

Un esempio di fansub. Vedi l'uso multiplo di sottotitolato in hiragana, rōmaji e spagnolo.

Il termine inglese fansub deriva dall'unione di fan (appassionato) e sub, abbreviazione di subtitle (sottotitolo). Indica la traduzione amatoriale non autorizzata dei dialoghi in una lingua diversa da quella originale e la sincronizzazione dei relativi sottotitoli al video e all'audio di un'opera audiovisiva di solito non commercializzata nella lingua in cui si traduce. A ciò può seguire il successivo inserimento dei sottotitoli nel video e la sua diffusione. A realizzarlo sono appassionati interessati a promuovere l'opera tradotta rendendola disponibile, oggi soprattutto via internet, a persone che non conoscono la lingua originale in cui è stata creata. Questi traduttori amatoriali sono appunto detti fansubber.

## Come nascono ifansub

### Risorse umane
In genere, le seguenti figure sono coinvolte nel processo di creazione dei fansub:
- Raw Providers o Raw Hunters: Sono coloro che si occupano di reperire il materiale su cui imprimere i sottotitoli. Raw è il termine usato per riferirsi al video originale, non tradotto, solitamente acquisito da DVD, VHS o TV. Per quanto riguarda gli anime i TV-rip sono i più frequenti, mentre i DVD-rip o BD-rip, caratterizzati da una maggiore qualità audio/video, sono disponibili solo qualche mese dopo la prima tv, cioè quando vengono messi in circolazione i DVD e Blu-ray disc originali, prodotti dalla casa editrice.
- Traduttori (Translators): Sono responsabili della traduzione linguistica. La conoscenza della lingua giapponese non è sempre indispensabile, molti di essi infatti si limitano a tradurre i fansub che sono già stati distribuiti in inglese.
- Sincronizzatori (Timers): Si occupano del timing, processo che consiste nel decidere il momento di apparizione e la durata dei singoli sottotitoli. Si cerca di far coincidere nel miglior modo possibile il sottotitolo con la rispettiva parte audio, ad esempio una frase pronunciata da un personaggio.
- Typesetters: si occupano prevalentemente della presentazione grafica dei testi, dalla scelta dei font, la grandezza, la posizione dei sottotitoli all'effetto karaoke presente nelle sigle iniziali e finali e eventualmente dalle animazioni dei cartelli.
- Editors e quality checkers: Il loro compito è di revisionare la traduzione per renderla coerente rispetto al contesto e per farla sembrare naturale nel linguaggio in cui l'anime viene tradotto.
- Encoders: Utilizza la raw e il file contenente i sottotitoli per creare la versione sottotitolata del video in questione. La versione finale sarà un anime con audio in lingua originale e sottotitoli nella lingua in cui sono stati tradotti, sovraimpressi alle immagini originali.

Non è detto, comunque, che debba essere necessaria una persona diversa per ogni singolo ruolo. Il più delle volte infatti la stessa persona svolge più operazioni.
Le operazioni che richiedono più tempo sono la traduzione e il timing. Però se un episodio ha molti segni/simboli al suo interno, se ci sono cioè delle scritte sulla traccia video originale (come insegne di negozi con scritte giapponesi) allora anche il lavoro del typesetter diventa piuttosto lungo.

### Il processo di realizzazione
1. Dopo aver ottenuto la raw, la si passa all'encoder che decide se la qualità audio e video è accettabile. Se è il caso, si può ridurre la qualità e di conseguenza la dimensione della raw per farla viaggiare più facilmente attraverso il web.
2. Una volta che la qualità dell'audio e dell'immagine è stata decisa dall'encoder, la copia viene inviata al traduttore e l'episodio può essere tradotto. I fansubber che non traducono direttamente dal giapponese hanno bisogno di una versione già sottotitolata in un'altra lingua (per esempio inglese, spagnolo, francese). Quando un traduttore subentra in corso d'opera, quando cioè alcuni episodi sono già stati tradotti e messi sul web, è opportuno che esso veda alcuni episodi prima di tentare la traduzione, in modo da avere maggiori informazioni sul contesto e sul linguaggio usato nell'anime. Inoltre se l'anime ha un sito ufficiale è consigliabile che il traduttore lo visiti in modo che i nomi dei personaggi, dei luoghi in cui si svolge l'azione e altre utili informazioni diventino più familiari. Il traduttore deve inoltre indicare nella traduzione se una voce proviene dal fuori campo, da una televisione e così via, in modo da facilitare il compito della scelta dei font del typesetter. Una volta che la traduzione è completata, questa viene salvata in un file di testo e inviata al timer.
3. Nel timing la parte tradotta viene quindi fatta coincidere con l'audio. Nel fare questo, il timer ascolta l'audio e decide quando il sottotitolo inizia e finisce. Una volta terminato il suo lavoro, il timer invia il file contenente i sottotitoli al typesetter.
4. Il compito del typesetter è quello di scegliere quali font verranno usati per i dialoghi, per le voci fuori campo, per le voci da altre dimensioni o dall'aldilà, per gli effetti sonori (slap, burp, pciù), per i pensieri, per i dialoghi provenienti da radio o televisioni, ecc. Il typesetter deciderà se sarà il caso di usare l'italico o diversi colori per differenziare le informazioni provenienti da fonti diverse, rendendo in tal modo più semplice a chi guarderà l'anime capire chi stia parlando in quel momento. Il typesetter deve prestare molta attenzione nella scelta del font, della dimensione e dei colori per non pregiudicare la leggibilità dei sottotitoli. Il nuovo file contenente i sottotitoli viene quindi passato all'editor.
5. L'effetto karaoke nelle sigle iniziali e finali viene creato quando si traduce il primo episodio e viene poi riutilizzato ogni volta che appare la stessa sigla negli episodi successivi. Chiaramente quando la sigla cambia lo stesso lavoro deve essere fatto anche per la nuova sigla. La creazione di questo effetto karaoke rientra nelle mansioni del timer o del typesetter - o, più recentemente, del cosiddetto karaoke man – che ha il compito di animare ogni sillaba indipendentemente, facendole cambiare colore quando viene pronunciata. Questo può essere fatto facilmente utilizzando la speciale modalità karaoke presente in programmi quali Sub Station Alpha e Aegisub. Il karaoke di solito include la traduzione della canzone giapponese e la sua trascrizione sia in rōmaji (traduzione del giapponese nell'alfabeto latino) che in kanji (i caratteri giapponesi).
6. Gli editor hanno il compito di controllare il testo tradotto e per farlo essi devono solitamente visionare la raw qualora conoscano la lingua giapponese o la versione sottotitolata in inglese nel caso sia stata usata come punto di partenza della traduzione. Gli editor devono anche verificare che il testo tradotto segua il contenuto della versione originale e che sia coerente con quanto accade nelle immagini. Dopo aver terminato tutti questi controlli e aver effettuato i cambiamenti necessari, il file contenente i sottotitoli viene inviato all'encoder.
7. Gli encoder solitamente lavorano con programmi open source come Virtual Dub. Il loro compito principale consiste nel creare un unico file contenente sia la raw che i sottotitoli cercando di ottimizzare la qualità dell'immagine senza gravare eccessivamente sul peso del file. La grandezza standard di un singolo episodio si aggira usualmente tra i 150 e i 250 MB. I codec video più utilizzati sono i cosiddetti XviD o il più efficiente H.264. Gli Encoder possono inoltre utilizzare dei filtri per migliorare la qualità dell'immagine, ma essi tendono a rallentare il processo di encoding.
8. Un Controllo Qualità (Quality Check) viene infine eseguito dal traduttore o dall'editor prima di pubblicare l'episodio sottotitolato. Eventuali problemi come font errati, sottotitoli non sincronizzati con l'audio o problemi con l'immagine vengono trovati e corretti. Il video risultante viene considerato definitivo e pronto per la pubblicazione.
9. L'episodio sottotitolato viene infine distribuito presso i fan tramite BitTorrent. Vengono inoltre avvisati vari siti di fansub della nuova release, per permettere a un numero sempre maggiore di gente di venire a conoscenza della pubblicazione del nuovo episodio.

Queste sono generalmente le fasi di cui si compone il processo di creazione dei fansub, ma esso può subire diverse variazioni. Ad esempio la fase di editing può precedere quella di typesetting.

## Convenzioni
I fansubber non hanno convenzioni tecniche; ogni gruppo utilizza i mezzi che preferisce per diffondere i suoi lavori: l'unica regola più o meno condivisa è quella di interrompere la distribuzione non appena vengono acquistati i diritti commerciali, ovvero smettere di distribuire i video sottotitolati quando inizia il lavoro di adattamento commerciale dell'opera nella lingua dei fansubber; il fansub è fatto da appassionati, che non vogliono sostituirsi ai canali di distribuzione commerciali, perché riconoscono che sono essi a finanziare le opere che tanto apprezzano. Nell'introduzione al video, molti fansubber inseriscono link alle principali case di distribuzione di opere simili a quella sottotitolata, chiedendo di supportarle economicamente.
Le persone che non rispettano questa regola fondamentale, sebbene presenti, costituiscono una minoranza nella scena italiana, ma non in quella internazionale. Proprio per le ragioni illustrate, tutti i fansub sono gratuiti e nell'introduzione al video molti fansubber avvertono: «se avete pagato per questo filmato siete stati truffati».

## Distribuzione
Il fansub è una diretta conseguenza dell'avvento della banda larga e dei formati di compressione audio e video (ad esempio Ogg Vorbis e Xvid): sono questi i presupposti che hanno creato condizioni favorevoli al reperimento di opere originali da sottotitolare in modo alternativo all'acquisto legale, e alla distribuzione del fansub via internet. Praticamente ogni gruppo di fansubber, acquisito il materiale audiovideo originale in modo più o meno lecito, utilizza poi un proprio sito e un proprio canale IRC per distribuire i suoi lavori, spesso tramite BitTorrent o altri sistemi di file sharing. Esistono anche veri e propri portali dedicati al fansub che forniscono informazioni sull'esistenza o meno della versione fansub di una determinata opera nella propria lingua.

## Tipologie di fansub
Esistono sostanzialmente due tipi di fansub, i softsub e gli hardsub. I softsub si avvalgono solitamente di due file, uno eventuale, contenente il video e l'audio, e l'altro il solo sottotitolo. Capita tuttavia che alcuni gruppi distribuiscano solo il sottotitolo, e lascino la ricerca del video al singolo utente.
Gli hardsub invece sono composti da un solo file, in quanto i sottotitoli vengono "impressi" nel filmato e sono parte integrante dello stesso.
Nella categoria softsub rientrano anche i video che utilizzano un solo file ma si avvalgono di container particolari, quali per esempio *.mkv e *.ogm invece del tradizionale *.avi, in grado di contenere al loro interno il sottotitolo in un flusso separato dal video e quindi facilmente rimovibile.

## Profili giuridici
Il fansub, sotto il profilo giuridico, è un'attività illegale, in quanto comporta l'utilizzo e la distribuzione non autorizzata di materiale audio video normalmente coperto da diritto d'autore. Poco importa che riguardi produzioni per le quali non vi sia ancora stata acquisizione di licenza per la distribuzione nazionale: il copyright, infatti, è sempre riservato e qualunque utilizzo del materiale diverso dalla fruizione privata consentita dall'acquisto di una copia originale è, appunto, subordinato alla concessione dell'apposita licenza da parte dei detentori. Del resto, anche le operazioni alla base del fansub sono illegali, a partire dall'estrazione del video e dell'audio dai supporti originali al fine di diffonderli, ovvero dall'utilizzo diretto delle tracce audio e video già estratte o registrate dai canali satellitari in alta definizione (cd. raw). La legge italiana sul diritto d'autore, ad esempio, consente a chi abbia acquisito il legittimo possesso dell'opera solo una copia privata per uso personale.
Va detto, tuttavia, che talvolta i legittimi detentori del copyright, vale a dire gli autori e, soprattutto, le case di produzione, sembrano tollerare tale attività se contenuta entro certi limiti quantitativi e qualitativi, in quanto un buon riscontro del fansub può facilitare la successiva importazione ufficiale del prodotto da parte di operatori commerciali, quando non favorire addirittura le vendite. Questo perché il fansub permette ai fan di conoscere il prodotto audiovisivo prima che cominci la distribuzione nel proprio Paese, contribuendo alla "fidelizzazione" dell'utente. Come detto, però, il margine di tolleranza è a discrezione del detentore dei diritti, non stabilito dalla legge, e in genere proporzionale alla qualità e quantità del fenomeno: per essere tollerato, esso non deve trasformarsi in un prodotto concorrenziale con quello ufficiale, e deve quindi mantenere standard di qualità bassi, non essere diffuso massivamente e non coprire l'intera opera. Tale forma di tolleranza, in ogni caso, può tradursi solo nell'assenza di effetti civili dell'illecito, ma non mette al riparo gli autori dall'esercizio dell'azione penale da parte dell'Autorità Giudiziaria competente, qualora abbia notizia del reato: ad esempio, in Italia il fansub può non dar luogo a un'azione civile per il risarcimento dei danni subiti da parte dei titolari del copyright che lo tollerino, ma comporta sempre il rischio di subire quantomeno una condanna penale per il reato previsto dall'art. 171, comma 1, lett. a-bis) della legge sul diritto d'autore. È anche vero, peraltro, che il fansub, seppure non equiparabile alla pirateria audiovisiva tout court, è comunque stigmatizzato come una forma di legittimazione della stessa, in quanto contribuisce a diffondere l'idea che lo "scambio in rete" di materiale protetto sia normale, se non addirittura legale.
Un discorso appena differente può farsi quando l'attività del fansub sia limitata alla sola traduzione di dialoghi o testi, senza manipolazione e diffusione del contenuto audiovisivo. Nel caso del citato softsub l'eventuale diffusione del solo file contenente i sottotitoli, eventualmente sincronizzati con l'audio e il video, comporta infatti l'infrazione del solo diritto di traduzione, normalmente riservato anch'esso all'autore.